# Marek Halter
Pour les articles homonymes, voir Halter.
 (septembre 2019).
Si vous disposez d'ouvrages ou d'articles de référence ou si vous connaissez des sites web de qualité traitant du thème abordé ici, merci de compléter l'article en donnant les références utiles à sa vérifiabilité et en les liant à la section « Notes et références ».
Marek Halter, né le 27 janvier 1932 d'après l'état civil, et 1936 pour Marek Halter, à Varsovie, est un écrivain français. Juif d'origine polonaise, naturalisé français en 1980, il aborde dans ses livres l'histoire du peuple juif.

## Biographie

### Jeunesse et guerre
Marek Halter est le fils de Salomon Lewi Halter (1905-1963), linotypiste, issu d'une lignée d'imprimeur, et de Pola Perl Rotstein (1913-1974), bibliothécaire, une poétesse écrivant en yiddish,,.
Pendant la Seconde Guerre mondiale, ses parents fuient en 1940 (ou en 1941 — les sources divergent) le ghetto de Varsovie créé par les occupants allemands et passent dans la partie orientale de la Pologne, occupée par l’Union soviétique[réf. nécessaire].
À la suite de l'invasion de l'Union soviétique par l'Allemagne nazie le 22 juin 1941, ses parents, qui se trouvent alors à Moscou, sont évacués en République socialiste soviétique d'Ouzbékistan à Kokand, une ville de 300 000 habitants où se trouvent un million de réfugiés. Bérénice, la sœur cadette de Marek, âgée de trois ans, y meurt de faim et ses parents sont frappés par la dysenterie. Alors qu'il n'a pas encore six ans[réf. nécessaire], Marek fait tout ce qu'il peut pour sauver ses parents.
En 1945, c'est au titre de délégué des pionniers de la République socialiste soviétique d'Ouzbékistan que, âgé seulement de neuf ans, il se rend à la fête de la victoire à Moscou sur la place Rouge pour offrir des fleurs à Staline.[réf. nécessaire]

### Retour en Pologne et départ pour la France
En 1946, à l'âge de dix ans, le jeune Marek retourne en Pologne, où il réside avec sa famille jusqu'à son départ pour Paris en 1950.[réf. nécessaire]
À quinze ans, il est mime dans la compagnie de Marcel Marceau, puis il est reçu aux Beaux-Arts de Paris.[réf. nécessaire] En 1953, il est lauréat du prix international de peinture de Deauville et lauréat de la Biennale d'Ancône. Il est alors invité au musée de Jérusalem et expose un ensemble de peintures et d'aquarelles au musée d'Haïfa. En décembre il expose à la galerie Cimaise de Paris, boulevard Raspail.
Il part en Argentine pour une exposition personnelle  en 1955 à Buenos Aires où il reste deux ans et se lie d'amitié avec le président Juan Perón avant de se faire expulser d'Argentine par ce dernier.
En 1957, il revient en France.
Il illustrera des recueils de poésie de sa mère dans les années 50-60.
En 1963 il expose à la Biennale de Paris  Faits divers à Ouarzazate, dans la section peinture, participation française.

### Militant de la paix et écrivain
À la veille de la guerre des Six Jours, en 1967, il lance un appel international en faveur de la paix au Proche-Orient. Après la fin de la guerre, il fonde le Comité international pour la paix négociée au Proche-Orient ; il est à l'origine des premières rencontres entre Israéliens et Palestiniens.[réf. nécessaire]
En 1968, il fonde la revue Éléments dirigée par son épouse Clara Halter. C'est la première publication à laquelle collaborent à la fois des Israéliens, des Palestiniens et des Arabes.
Il crée en 1972 un comité pour la libération de l'écrivain juif soviétique Edouard Kouznetsov (ru) et lance plusieurs campagnes internationales en faveur des juifs d'URSS.[réf. nécessaire]
En 1974 il fait un voyage à New-York puis à Sao-Paulo avec un passeport français 6 ans avant d'être naturalisé.
En 1976, Marek Halter publie son premier livre Le Fou et les Rois, prix Aujourd'hui relatant ses expériences au Proche-Orient. Ce livre devient un best-seller.
Il fonde en 1978 un comité pour la libération du journaliste argentin Jacobo Timerman.
En 1979, il crée Action internationale contre la faim avec Françoise Giroud, Bernard-Henri Lévy, Alfred Kastler (prix Nobel de physique), Guy Sorman, Robert Sebbag, ainsi qu'un certain nombre de médecins, journalistes, écrivains. En 1981, il crée un comité Radio-Kaboul libre.
En 1982, il est élu président de l’Institut Andreï Sakharov, puis, en 1984, préoccupé par la montée du racisme et de l’antisémitisme en France, il participe à la création du mouvement SOS Racisme.
Après six années de recherches, il termine La Mémoire d'Abraham, roman deux fois millénaire d’une famille juive — en partie la sienne — qui paraît en France en 1983 (ce roman aurait été rédigé avec un nègre littéraire, Jean-Noël Gurgand). Cet ouvrage est vendu à plus de cinq millions d’exemplaires à travers le monde. Il obtient en France le prix du Livre Inter et reste pendant huit semaines sur la liste des best-sellers du New York Times.
En 1991, il crée deux collèges universitaires français en Russie, l’un à Moscou et l’autre à Saint-Pétersbourg, dont il est président[source insuffisante].
En 1992, ami de Yitzhak Rabin, Shimon Peres et Yasser Arafat, il participe activement à l’organisation de rencontres secrètes entre Israéliens et Palestiniens, d’abord à Paris puis à Oslo.[réf. nécessaire]
En 1994, il termine son film Les Justes, qui ouvre en 1995 le festival du cinéma de Berlin.
En 2003, l'écrivain se voit confier, par le président de la République Jacques Chirac, le commissariat général de la participation française au Tricentenaire de la Ville de Saint-Pétersbourg,.
En 2012, Marek Halter dédie un documentaire à la région autonome juive de Russie : Birobidjan, Birobidjan !. Le film est diffusé sur France 5 le 10 février.
Marek Halter est l'initiateur de l'Institut Sorbonne Kazakhstan installé par Sorbonne Paris Cité à Almaty inauguré en septembre 2014 par les présidents François Hollande et Noursoultan Nazarbaïev. L'Institut propose aujourd'hui quatre cursus de licence et trois cursus de master.
Défenseur du dialogue interreligieux, Marek Halter est, en 2017, l'un des organisateurs de la Marche des musulmans contre le terrorisme. Celle-ci, composée d'une trentaine d'imams du monde entier,, fait escale dans plusieurs villes d'Europe frappées par le terrorisme djihadiste (Berlin, Bruxelles, Paris, Toulouse, Nice…) pour y apporter un message de tolérance. Le 10 juillet 2017, ils se rendent à l'église de Saint-Étienne-du-Rouvray (Seine-Maritime),, dans laquelle fut assassiné le père Jacques Hamel le 26 juillet 2016.
Marek Halter, qui a publié une vingtaine de livres, romans et essais, collabore à une douzaine de journaux et magazines à travers le monde dont Libération, Paris Match, Die Welt, VSD, El País, The Jerusalem Post, The Forward, La Repubblica, Expressen.[réf. nécessaire]

### Autres
Il est soupçonné par la DST française d'être « un agent des services israéliens ».
Il a soutenu Vladimir Poutine lors de la seconde guerre de Tchétchénie.

## Polémiques et affaires judiciaires

### Accusations de mensonge
Marek Halter a été critiqué, notamment par l'ancien résistant juif polonais Michel Borwicz, qui affirme que l'autobiographie de Halter est « bourrée d'inventions pures et simples », qu'il n'aurait jamais vu le ghetto de Varsovie, lequel ne sera construit qu'en octobre 1940, c'est-à-dire après son départ avec sa mère pour la zone d'occupation soviétique. Borwicz récuse également l'affirmation selon laquelle le père de Halter aurait tenté de rejoindre le maquis, ainsi que celle de la participation de son grand-père au journal clandestin du ghetto Yedièss. Selon lui, l’anecdote concernant la visite à Moscou et Staline n'aurait pas plus de véracité historique.
D'après les magazines Le Point et Le Nouvel Observateur, de nombreuses autres anecdotes dont fait état Marek Halter seraient fausses ou inexactes,.

### Procès avec l'AGRIF
En 1993, à la suite d'une plainte de l'AGRIF, Marek Halter est condamné en appel pour diffamation publique raciale pour une tribune publiée dans Le Figaro sur le carmel d'Auschwitz qui mettait en cause la responsabilité du catholicisme.

## Œuvres
- 1976 : Le Fou et les Rois  (ISBN 2-226-00370-3) – prix Aujourd'hui
- 1979 :
  - Mais, essai écrit en collaboration avec Edgar Morin
  - La Vie incertaine de Marco Mahler  (ISBN 2-226-00838-1)
  - Argentina, Argenti
- 1983 : La Mémoire d'Abraham  (ISBN 2-266-11757-2) – prix du Livre Inter
- 1986 : Jérusalem
- 1989 : Les Fils d’Abraham  (ISBN 2-221-04834-2)
- 1990 : Jérusalem. La Poésie du Paradoxe
- 1991 : Un homme, un cri  (ISBN 2-221-07052-6)
- 1994 : Les Fous de la paix  (ISBN 2-259-00341-9)
- 1995 : La Force du Bien  (ISBN 2-221-08056-4)
- 1996 : Le Messie  (ISBN 2-221-06652-9)
- 1998 : Toulon  (ISBN 2-876-78338-X)
- 1999 :
  - Les Mystères de Jérusalem, Robert Laffont  (ISBN 2-266-09872-1). À Brooklyn, Aaron, un jeune immigré juif géorgien, est abattu. Un vieux manuscrit, connu de la victime, dévoilerait l'une des 64 énigmes du rouleau de cuivre des Ta'amrés, protégeant l'accès du trésor du temple de Jérusalem.
  - Le Judaïsme raconté à mes filleuls  (ISBN 2-266-10449-7)
- 2001 : Le Vent des Khazars  (ISBN 2-266-12225-8)
- 2003 : La Bible au féminin, tome 1 : Sarah  (ISBN 2-221-09586-3)
- 2004 : La Bible au féminin, tome 2 : Tsippora  (ISBN 2-221-09587-1)
- 2005 : La Bible au féminin, tome 3 : Lilah  (ISBN 2-266-14616-5)
- 2006 :
  - Marie  (ISBN 2-221-10299-1)
  - Bethsabée : Ou L'Éloge de l'adultère  (ISBN 2-266-16353-1)
- 2007 : Je me suis réveillé en colère  (ISBN 2-221-10996-1)
- 2008 : La Reine de Saba
- 2010 :
  - Le Kabbaliste de Prague  (ISBN 2-290-03280-8)
  - Histoires du peuple juif  (ISBN 2700303067)
  - La Rencontre (recueil de nouvelles collectif), éditions Prisma
- 2012 : L'Inconnue de Birobidjan  (ISBN 2-221-12390-5)
- 2013 : Faites le! chez Kero Éditions
- 2014 : Khadija, les femmes de l'islam (1) éditions Robert Laffont
- 2015 :
  - Réconciliez-vous !, éditions Robert Laffont
  - Fatima, les femmes de l'islam (2), éditions Robert Laffont  (ISBN 978-2-221-13709-3)
  - Aïcha, les femmes de l'islam (3), éditions Robert Laffont
- 2016 : Ève, édition Robert Laffont (13 octobre 2016)  (ISBN 2221192656)
- 2017 : Où allons-nous mes amis ?, éditions Robert Laffont
- 2019 : Je rêvais de changer le monde. Mémoires, Robert Laffont / XO
- 2020 : Pourquoi les Juifs, Michel Lafon
- 2021 : Un monde sans prophètes, Hugo Doc, collection ALERTE.
- 2022 : La Juive de Shanghai,  éditions XO.

## Filmographie
- 1994 : Tzedek

## Décorations
- Officier de la Légion d'honneur Il est fait chevalier le 9 février 1989, puis est promu officier le 21 mars 2008[22].
- Commandeur de l'ordre des Arts et des Lettres Il est fait commandeur lors de la promotion du 11 décembre 1997[23].
- 2013 : décoré au Kremlin (Moscou) du prix Fiddler on the Roof par la Fédération des communautés juives de Russie[24].